# Bose (Adelsgeschlecht)

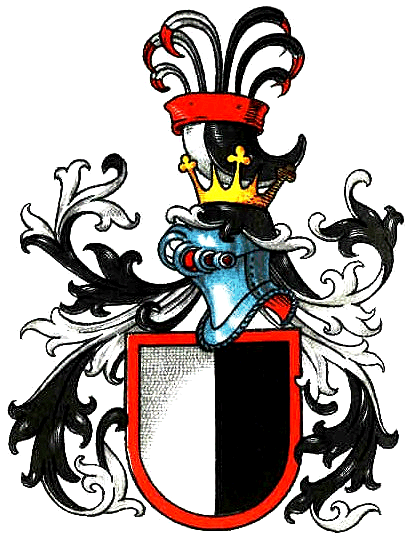
Wappen derer von Bose

Die Familie von Bose ist ein sächsisches Uradelsgeschlecht, das aus dem Stift Merseburg stammt und in Sachsen, Preußen, Elsass, Hamburg, Niederlande, Russland und Nordamerika ansässig war.

## Geschichte
Es gibt mehrere Legenden über den Ursprung der Familie. Eine davon ist, dass ihr ursprünglicher Stammsitz die Bösenburg bei Rottelsdorf in der späteren Grafschaft Mansfeld gewesen ist, wo auf dem Burgberg der sagenhafte König der Thüringer Bisino eine Burg besessen haben soll. Nach einer anderen Sage soll die Familie nach dem ersten Bischof von Merseburg, Boso (reg. 968–970), der aus Bayern stammte, benannt worden sein. Da dieser als Geistlicher keine leiblichen Nachkommen besessen hat, wird der Legende nach der Ursprung der Familie auf einen nahen Verwandten dieses ersten Bischofs von Merseburg zurückgeführt.
Wie viele uradlige Familien, die sich nicht nach einer Stammburg, sondern nach einer Eigenschaft (oder nach ihrem Wappensymbol) benannt hatten, schrieben sich auch die Bose bis ins 17. Jahrhundert ohne das adelige Prädikat von. Erst durch die Erhebung einiger Vertreter in den Grafenstand 1715 begann sich allmählich die Bezeichnung von Bose durchzusetzen.
Die urkundliche Ersterwähnungen von Vertretern der Familie erfolgte 1283 und 1286 in Urkunden des Klosters Marienstern mit Dietmar, Nikolaus und Arnold Bose. Die Stammreihe lässt sich bis 1307 auf Heidenricus, miles zurückverfolgen. Johann II. Bose war von 1431 bis 1463 Bischof von Merseburg. Später stellte die Familie eine Reihe sächsischer und preußischer Generale.

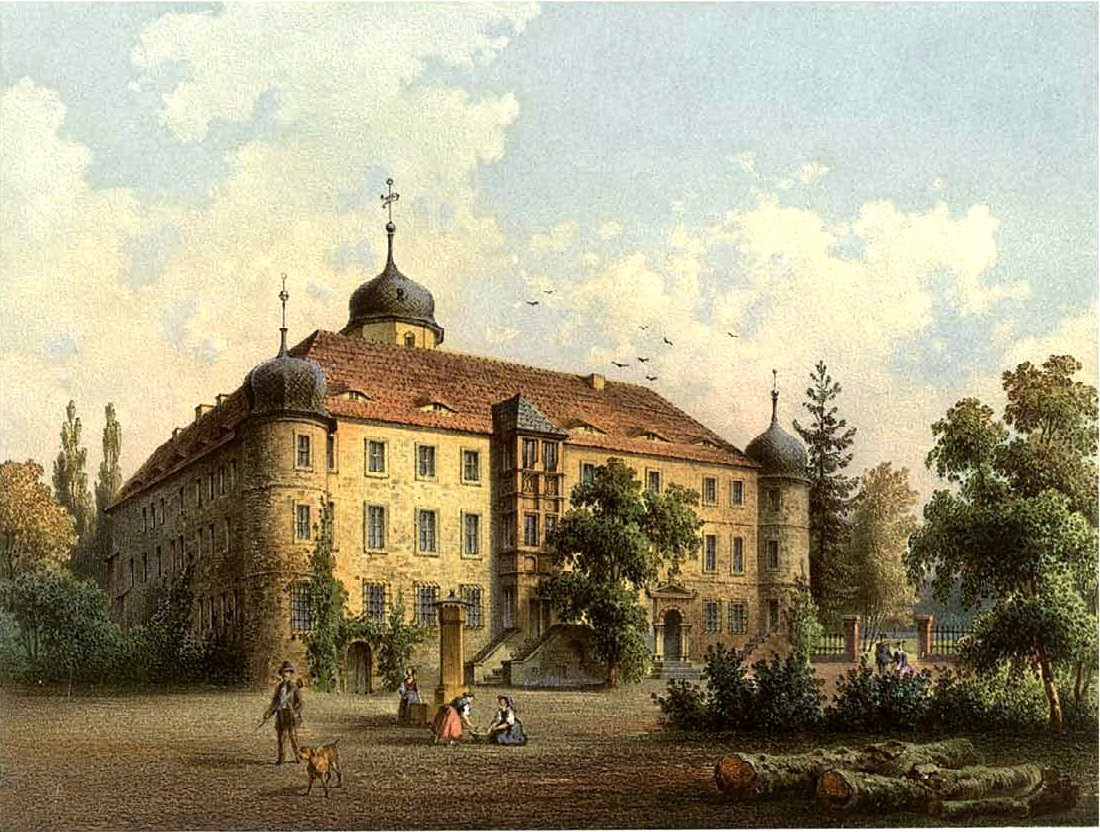
Schloss Unterfrankleben um 1860, Sammlung Alexander Duncker

Die ältesten Familiengüter befanden sich in Frankleben im Saalekreis (Unter- und Oberhof, von 1327 bis 1945 im Besitz der Familie), Köttichau, Kötzschau, Kötzschen, Ammendorf, Beuna, Witzschersdorf und Naundorf.
Im Verlauf des 16. Jahrhunderts spaltete sich eine vogtländische und eine fränkisch-meiningische Linie ab. Die erste Linie der Familie teilte sich in den 1. Ast mit dem Zweig Benkendorf und Delitz am Berge (beide Güter 1746 verkauft) und dem zweiten Zweig Ermlitz (alle im Saalekreis gelegen). Die Vertreter des 2. Astes unterteilten sich in die Zweige Schweinsburg (bei Crimmitschau) mit dem Rittergut Bosenhof(zwischen Schweinsburg-Culten und Langenhessen), Mylau/Vogtland, Breitingen (bei Leipzig) und Netzschkau/Vogtland mit Schloss Netzschkau. Carol Gottfried Bose, kursächsischer wirklicher Geheimer Rat und Bevollmächtigter Gesandter auf dem Reichstag in Regensburg sowie Hauptvertreter des Zweiges Netzschkau und seine Nachkommen wurden am 23. Mai 1715 vom Kaiser Karl VI. in den Reichsgrafenstand erhoben.
Die zweite Linie der Familie unterteilte sich ebenfalls in zwei Äste. Der eine Ast spaltete sich in die Zweige Ellingshausen (1573 bis 1820 und 1902 bis 1985) und Helba, beide bei Meiningen im fränkisch geprägten Thüringen gelegen, und die beiden Zweige Ober- und Unterfrankleben.
Ab dem 17. Jahrhundert war der Besitz des Mohrenhauses in der Niederlößnitz westlich von Dresden über mehrere Generationen in Händen der Familie Bose, ebenso das Rittergut Mölbis von Ende des 17. Jahrhunderts bis 1789.
Der Familienverband von Bose wurde am 8. Oktober 1898 gegründet.

## Besitzungen
Ammendorff, Benckendorff, Besen, Bosenhoff in Langen-Hessen, Breitnitz, Brun, Cannewurff, Christgrün, Crimmitschau, Dölitz am Berge, Draßdorff, Ellingshausen, Elsterberg, Ermlitz, Franckenhoff, Franckleben, Franckfelß, Frohburg, Fuchshayn, Görbitz, Großhermsdorff, Großkeina, Groß- und Klein-Sara, Gruna, Helba, Herlasgrün, Hirschfeld, Königshoffen, Koschitz, Kötschau, Lauterbach, Lengefeld, Limbach, Molbis, Muhla, Neu-Dörffel, Neu Schönfelß, Netzschka, Nickern, Ober-Wunsch, Ronnstädt, Schiedel, Schleinitz, Schweinszburg, Seehrhausen, Segeritz, Trages, Trünzig, Weissensandt, Wildesberg, Zechau, Zethen, Zöbicker.

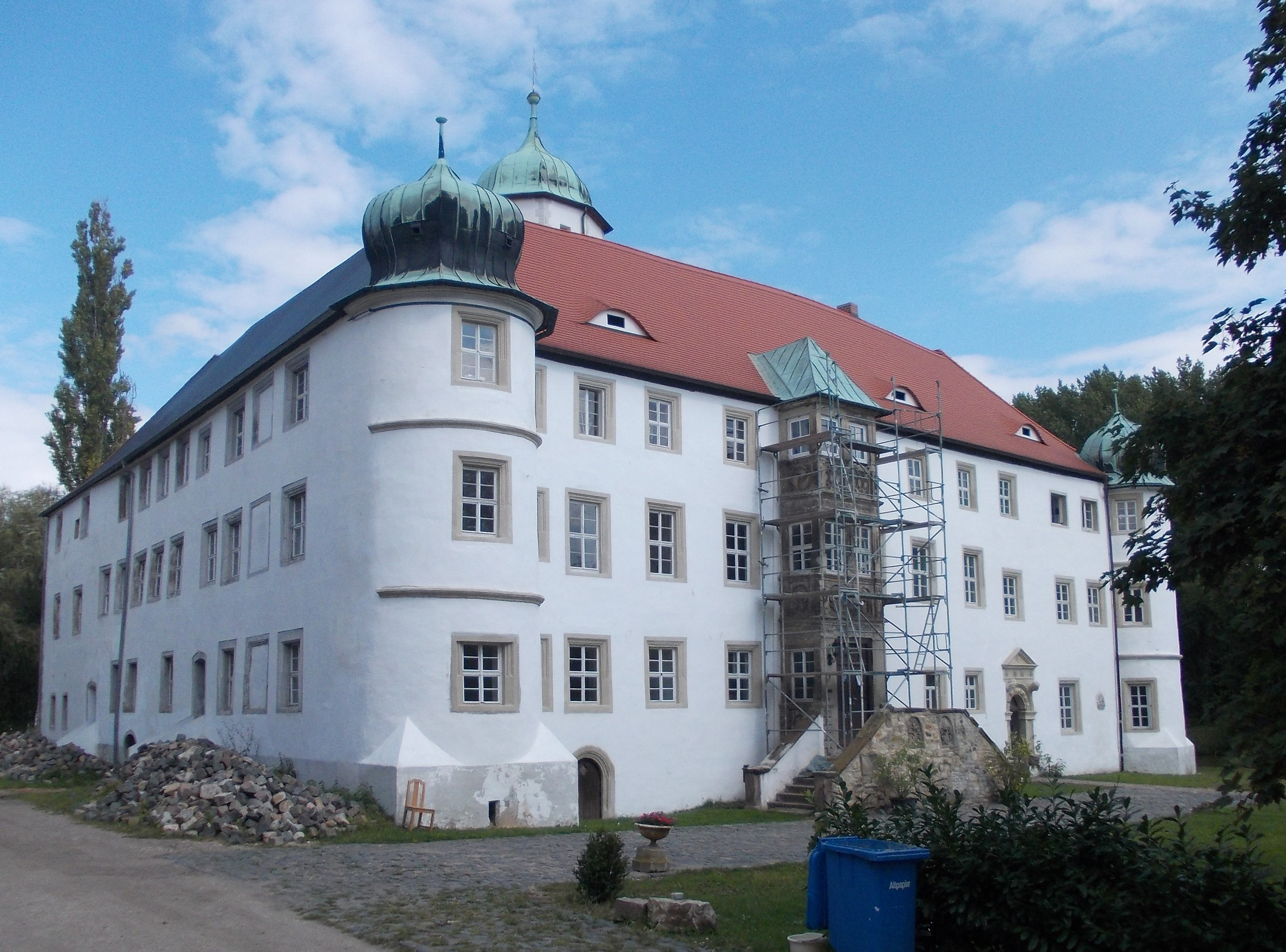
Schloss Unterfrankleben
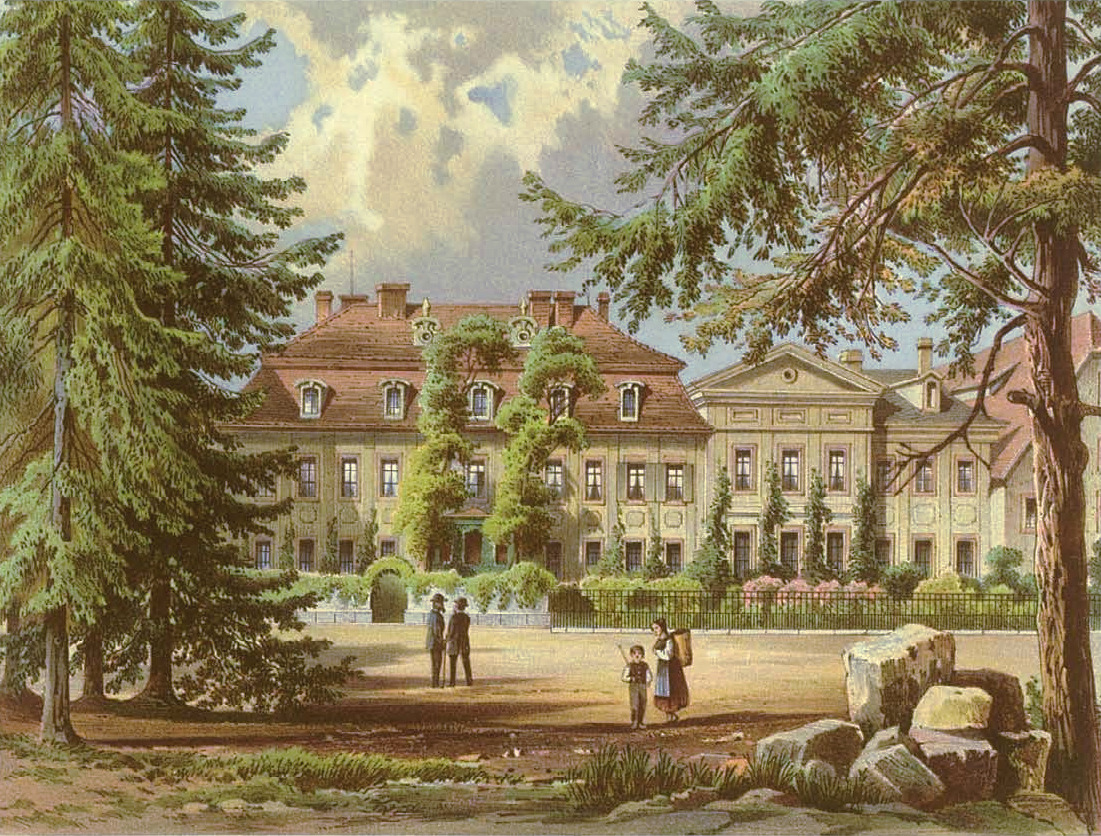
Schloss Benkendorf
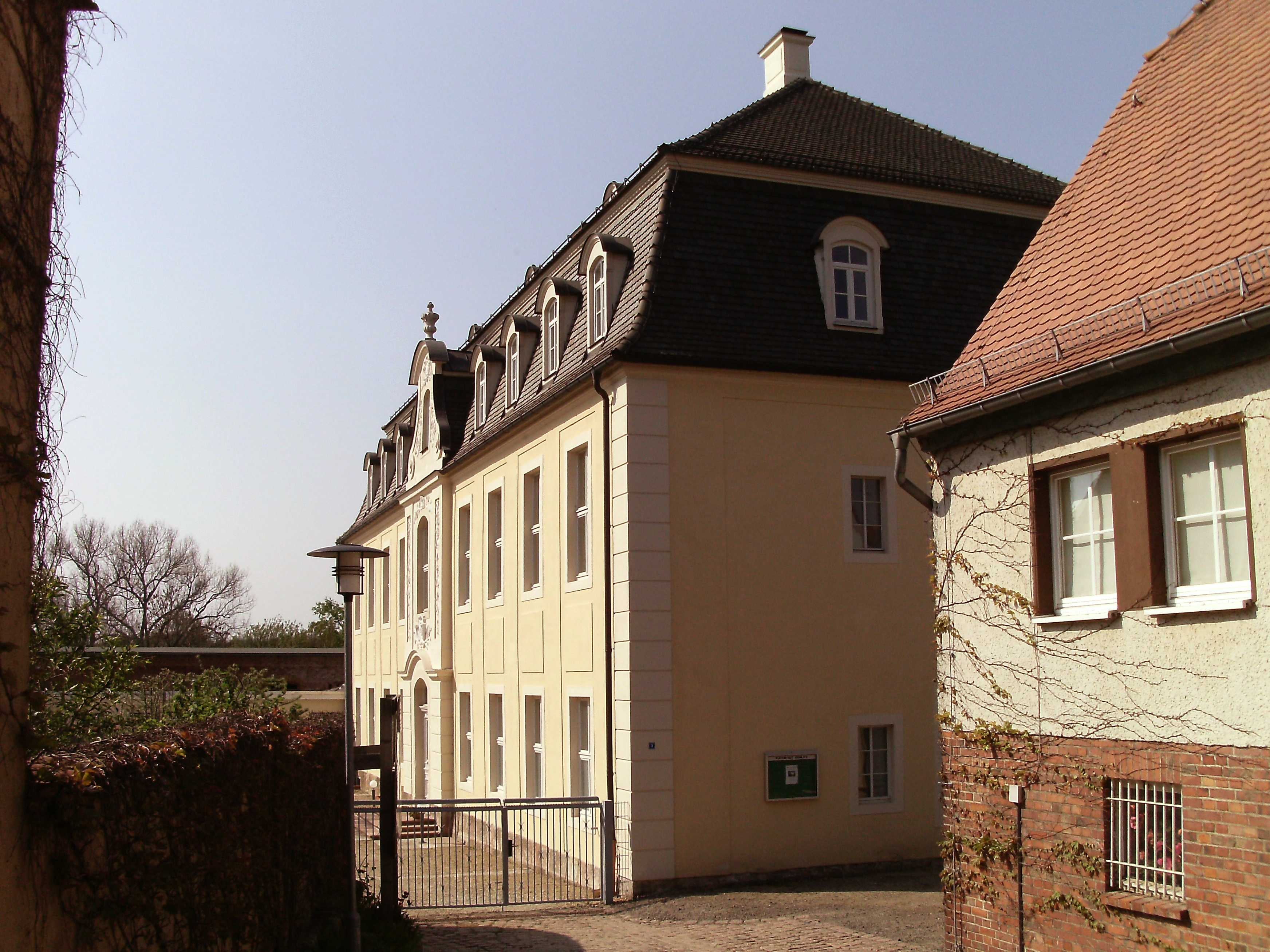
Schloss Ermlitz
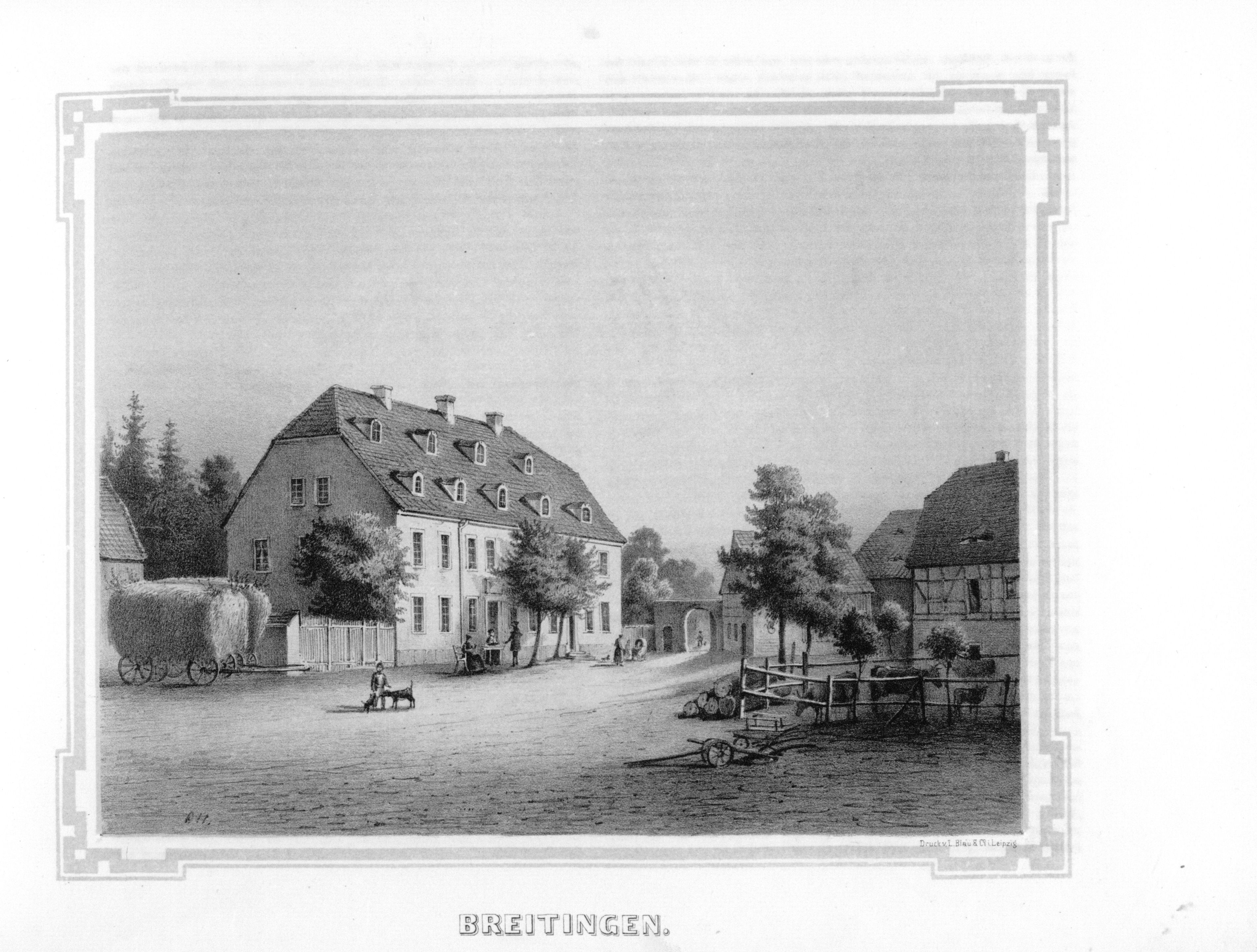
Gut Breitingen
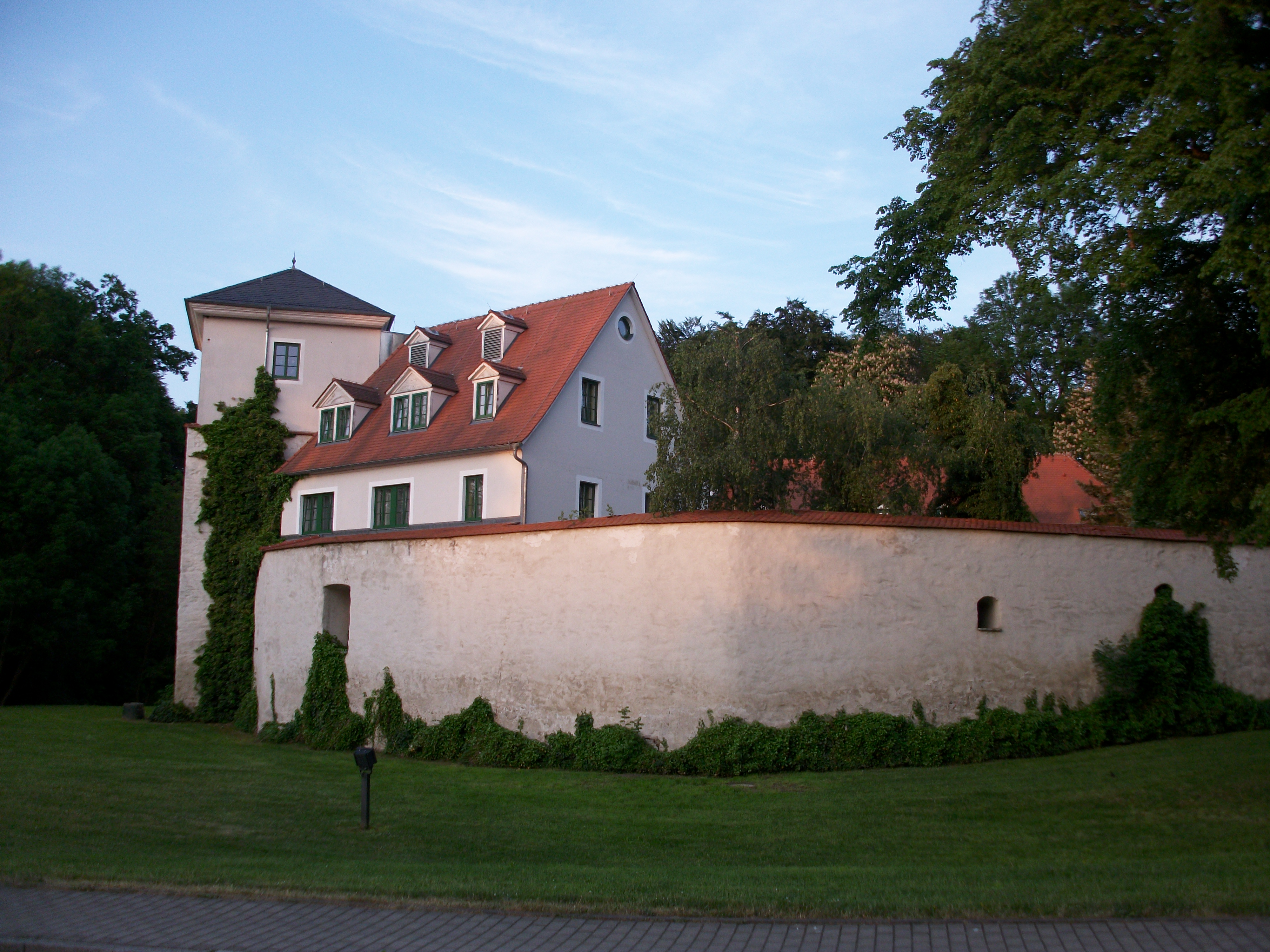
Schweinsburg bei Crimmitschau
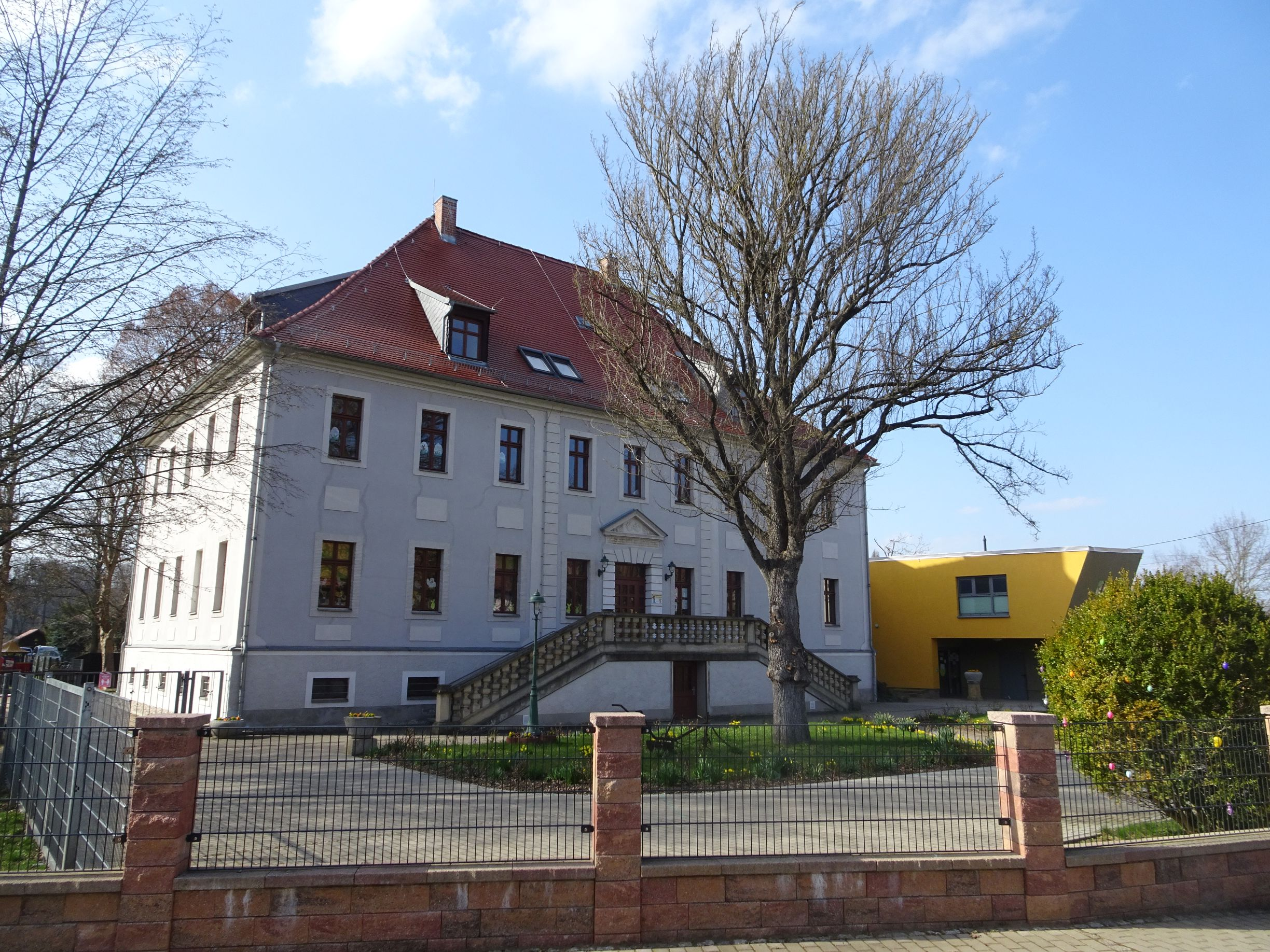
Bosenhof bei Langenhessen
Schloss Netzschkau

## Kunstwerke
Etliche Ölgemälde derer von Bose aus der Zeit der Renaissance befinden sich öffentlich zugänglich ausgestellt (Stand 2021) im Flur des Crimmitschauer Rathauses. Sie waren wohl ehemals im Schloss Schweinsburg oder dem Rittergut Bosenhof (zwischen Schweinsburg-Culten und Langenhessen) befindlich. 

## Wappen
- Das Stammwappen ist von Silber und Schwarz gespalten. Auf dem Helm mit schwarz-silbernen Helmdecken ein von Silber und Schwarz gespaltenes fächerartiges gerundetes Schirmbrett.
- Seit 1553 der silber-schwarz gespaltene Schild mit rotem Rand. Auf dem Helm mit schwarz-silbernen Decken ein gestürzter, rot gestulpter von Silber und Schwarz gespaltener Spitzhut mit nach links aufgebogener Spitze, dessen Öffnung mit sechs rotspitzigen (drei silbernen und drei schwarzen) Hahnenfedern besteckt ist.

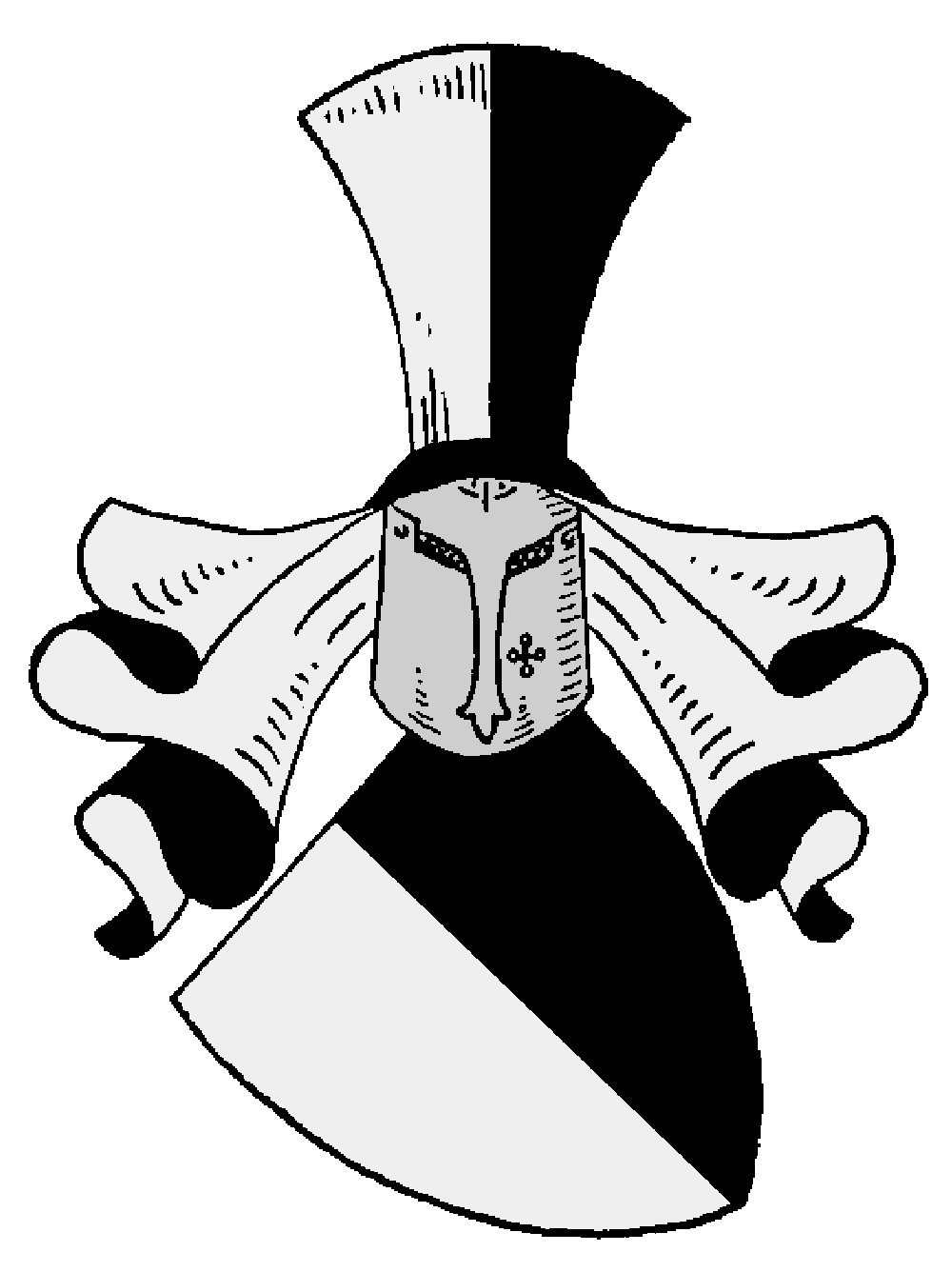
Stammwappen derer von Bose
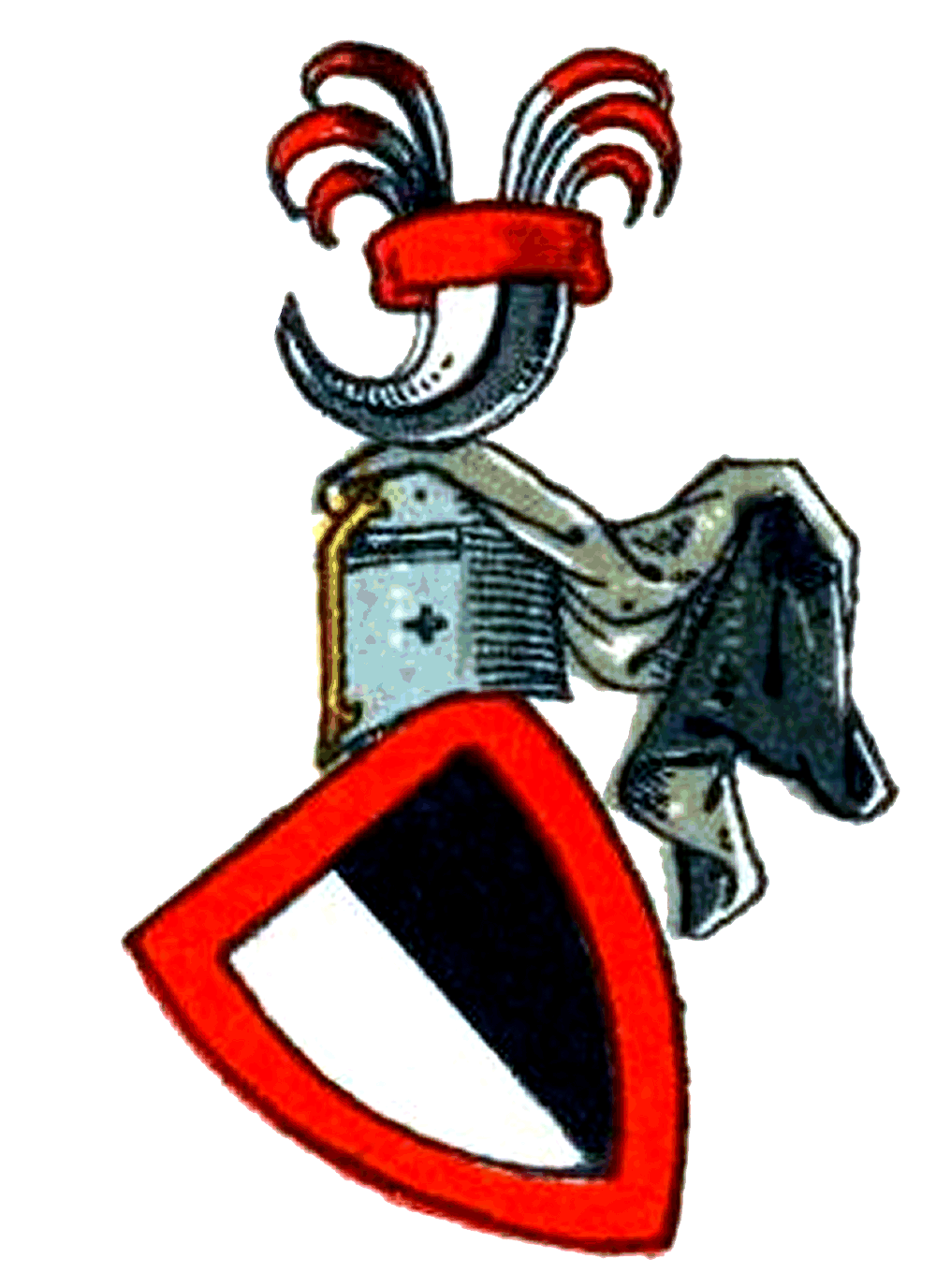
Wappen derer von Bose seit 1553
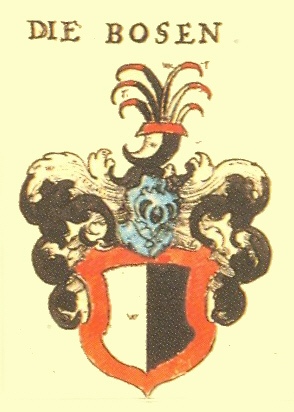
Wappen in Siebmachers Wappenbuch von 1605
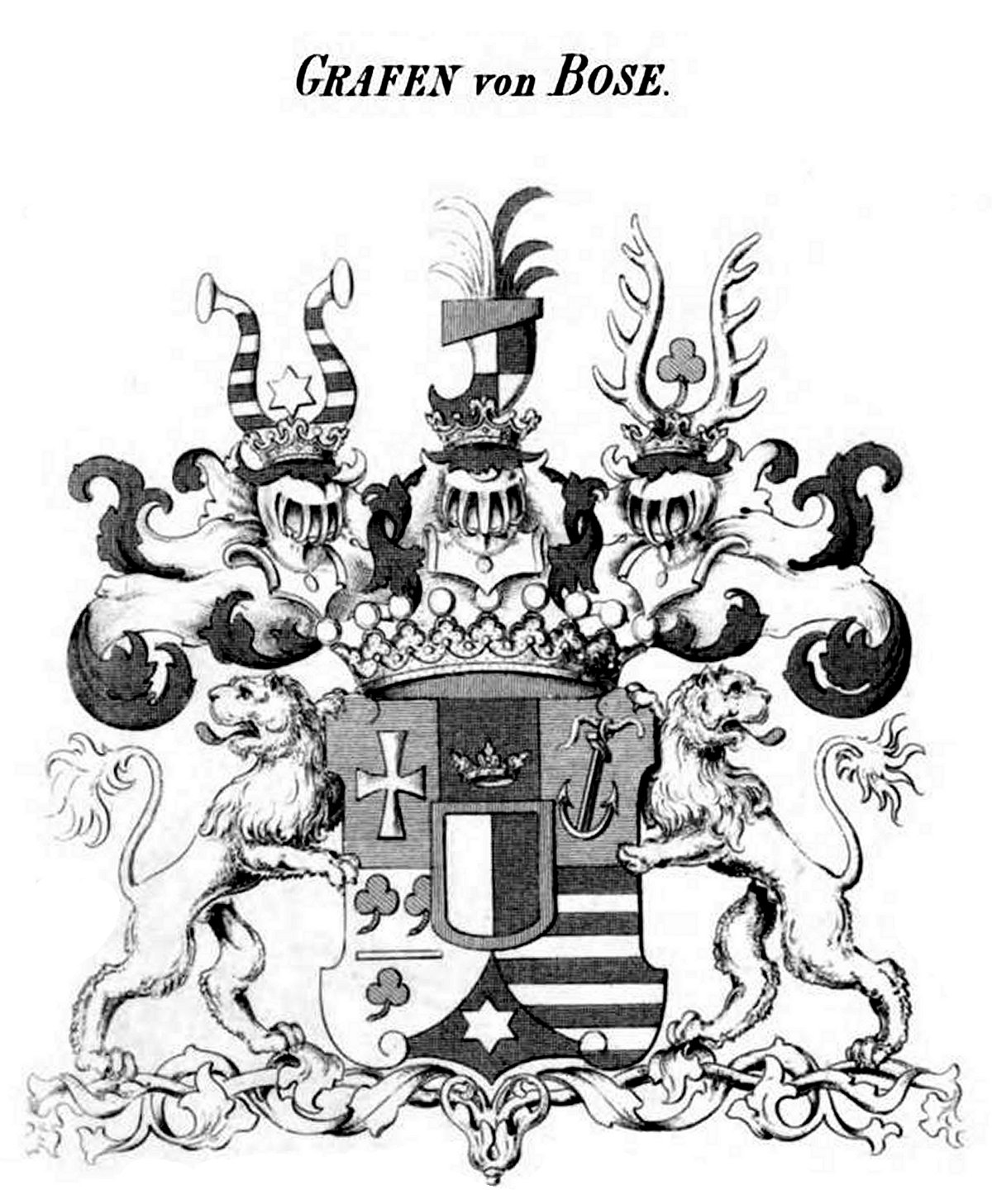
Wappen der Grafen von Bose von 1715

## Bedeutende Vertreter

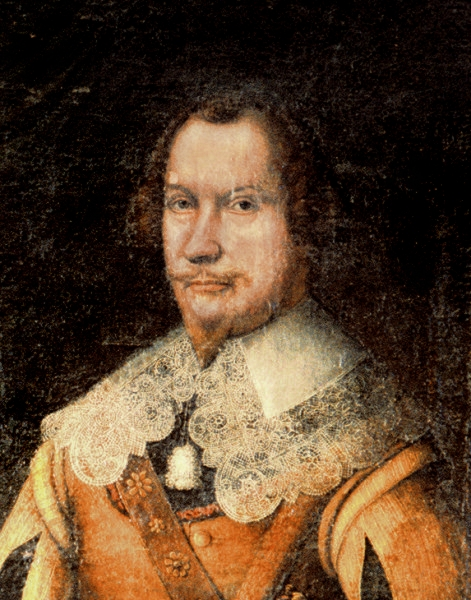
Carol Bose (1596–1657), kursächsischer Obrist im Dreißigjährigen Krieg

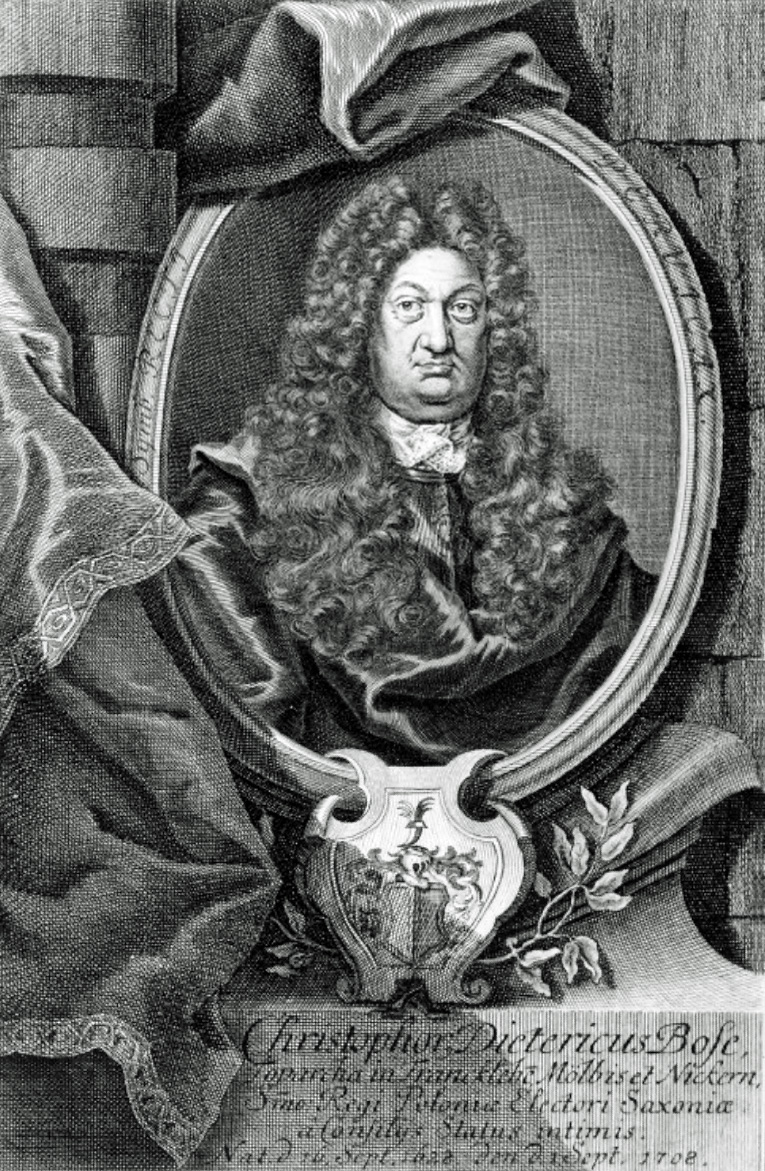
Christoph Dietrich Bose der Ältere (1628–1708), kursächsischer Generalkriegskommissar

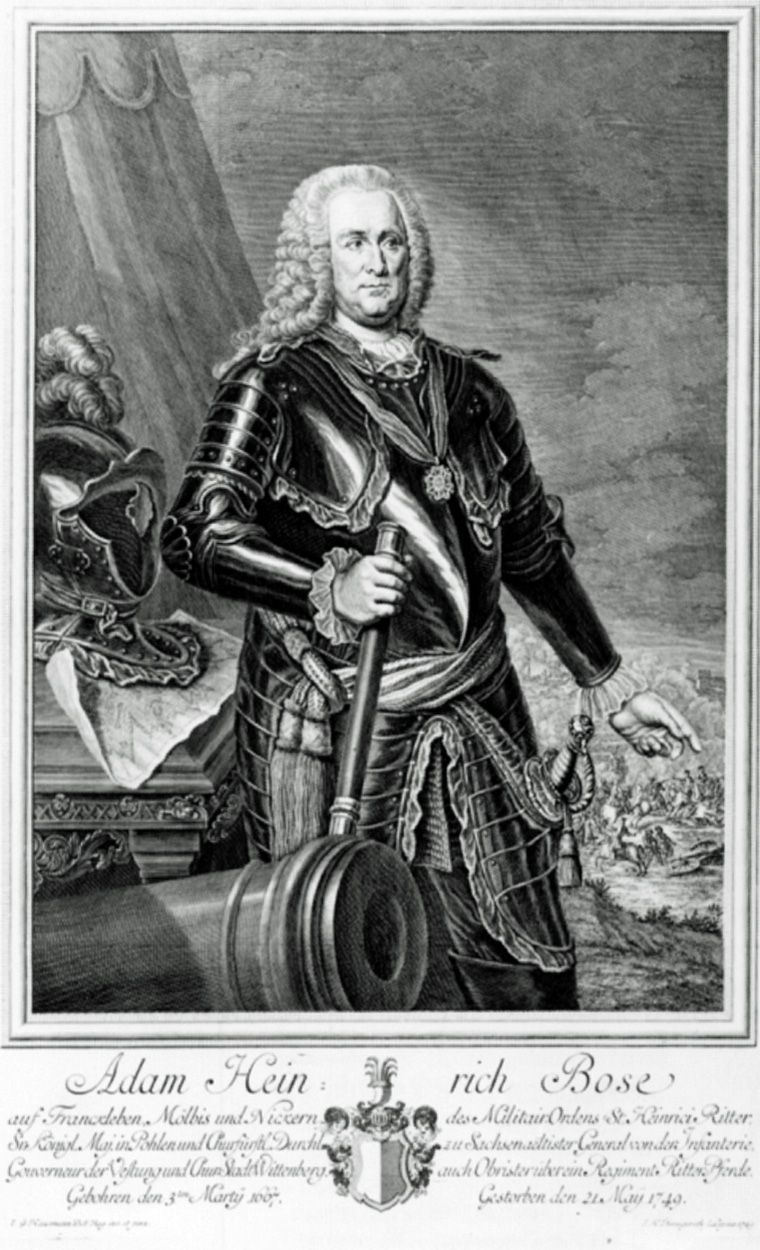
Adam Heinrich Bose (1667–1749), kursächsischer General

- Adam Heinrich Bose (1667–1749), kursächsischer General
- Carl Graf von Bose (1753–1809), kurfürstlich-sächsischer Gesandter, Hofmarschall und Kabinettsminister der auswärtigen Beziehungen, Leipziger Freimaurer
- Carl Adam Heinrich von Bose († 1819), deutscher Schriftsteller, Forst- und Agrarwissenschaftler
- Carl August Graf von Bose (1814–1887), Geheimer Rat, Naturwissenschaftler und letzter Vertreter der in den Adelsstand erhobenen vogtländischen Linie
- Carl Fedor von Bose (1856–1919), Regierungsrat
- Carl Friedrich von Bose (1865–1945), Komponist, Professor am Konservatorium in Leipzig
- Carl Melchior Bose (1681–1741), Stifts- und Konsistorialrat sowie Domherr und Senior des Hochstifts Merseburg
- Carol Bose (1596–1657), kursächsischer Oberst und Heerführer an der Seite von Gustav II. Adolf von Schweden, Mitglied der Fruchtbringenden Gesellschaft (Der Bewahrende)
- Christiane Louise von Rochow, geborene von Bose (1734–1808), Rittergutsbesitzerin, Sozialreformerin
- Christoph Dietrich Bose der Ältere (1628–1708), polnischer und sächsischer Geheimer Rat, Kriegsrat und Generalkriegskommissar
- Christoph Dietrich Bose der Jüngere (1664–1741), Reichspfennigmeister sowie polnischer und sächsischer Wirklicher Geheimer Rat
- Curt von Bose (1808–1884), deutscher Jurist, Pomologe und Numismatiker
- Georg von Bose (1842–1923), preußischer Generalmajor
- Hanscarl von Bose (1885–1965), Oberst, auf Kümmernitz[3] Havelberg, Ehrenkommendator des Johanniterorden[4]
- Hans-Jürgen von Bose (* 1953), deutscher Komponist
- Harald von Bose (* 1955), deutscher Jurist und früherer Landesdatenschutzbeauftragter von Sachsen-Anhalt
- Herbert von Bose (1893–1934), deutscher Oberregierungsrat
- Jobst Hilmar Graf von Bose (1897–1949), deutscher Oberst (Wehrmacht), Träger des Ritterkreuzes des Eisernen Kreuzes
- Johann II. Bose († 1463), deutscher Geistlicher, Bischof von Merseburg
- Johann Adolf von Bose (1850–1917), deutscher Generalmajor
- Johann Balthasar Bose (1658–1712), deutscher Adliger und Hofbeamter, Dompropst von Meißen
- Julius von Bose (1809–1894), preußischer General
- Karl von Bose (1596–1657), kursächsischer Oberst und Amtshauptmann von Zwickau, Werdau und Stollberg, siehe Carol Bose
- Karl von Bose (Hofmarschall) (1784–1844), Oberhofmarschall und Intendant des Hoftheaters Wiesbaden
- Karl August Joseph Friedrich von Bose (1763–1826), sächsischer Generalmajor, zuletzt preußischer Generalleutnant
- Karl Friedrich Wichmann von Bose (1769–1839), preußischer Generalmajor
- Louise von Bose (1813–1883), preußische Mäzenin und Wohltäterin
- Thilo von Bose (1880–1934), preußischer Offizier und Autor
- Charles von Bose (1855–1927), Teilhaber und langjähriger Repräsentant der Hamburger Handelsfirma Carlowitz in China
- Gabriele Stock-Schmilinsky, geb. von Bose (1903–1984), Tochter von Charles, Malerin und Kunstpädagogin